# مايك جونز (لاعب كرة قدم أمريكي)
مايك جونز (بالإنجليزية: Mike Jones)‏ (25 يونيو 1985 في الولايات المتحدة - ) هو لاعب كرة قدم أمريكية ولاعب كرة قدم أمريكي في مركز حارس ‏. لعب مع سان دييغو تشارجرز وشيكاغو بيرز وآيوا هوك آيز فوتبول ‏.